# Asynje
 For alternative betydninger, se Asynje (flertydig). (Se også artikler, som begynder med Asynje)
En asynje er en gudinde af aseslægten i nordisk mytologi.
Det er en kvindelig as.
Asynjernes ledere er Sif og Frigg, Thors og Odins koner.
De mødes og tager vigtige beslutninger, i skjul. 
| Nordisk mytologi | Spire Denne artikel om nordisk religion og mytologi er en spire som bør udbygges. Du er velkommen til at hjælpe Wikipedia ved at udvide den. |